# 迈卡斯
迈卡斯，是西班牙阿拉贡自治区特鲁埃尔省的一个市镇。总面积25平方公里，总人口42人（2001年），人口密度2人/平方公里。